# مارغريت هاروود
مارغريت هاروود (بالإنجليزية: Margaret Harwood)‏ (و. 1885 – 1979 م) هي عالمة فلك من الولايات المتحدة الأمريكية. 
توفيت عن عمر يناهز 94 عاماً.

## جوائز
حصلت على جوائز منها:
- دكتوراه فخرية
- جائزة اني جامب كانون لعلوم الفلك.